# 中国天主教堂列表
本列表按照地区方位顺序排列，以中华民国时期梵蒂冈圣座所确立的中国天主教教区划分，范围包含现今的中国大陆及港澳、台湾、蒙古国这几个政权管辖权。

## 华北地区

### 北京总教区
西城区
- 西什库天主堂（北堂，救世主堂）
- 宣武门天主堂（南堂，圣母无原罪堂）
- 西直门天主堂（西堂，圣母圣衣堂）
- 马尾沟教堂（遗址）

东城区
- 王府井天主堂（东堂，若瑟堂）
- 东交民巷天主堂（圣弥额尔堂）

崇文区
- 南岗子天主堂（圣德肋撒堂）

朝阳区
- 平房天主堂

海淀区
- 正福寺天主堂
- 西三旗天主堂

石景山区
- 南堂分铎

昌平区
- 天通苑祈祷所

门头沟区
- 后桑峪天主堂
- 曹各庄天主堂
- 张家铺天主堂（遗址）

房山区
- 立教村天主堂
- 太和庄天主堂（遗址）

大兴区
- 牛房耶稣圣心堂
- 西胡林圣母圣心堂
- 求贤村天主堂

通州区
- 贾后疃天主堂
- 龙庄天主堂
- 牛牧屯天主堂
- 城区祈祷所

丰台区
- 长辛店天主堂
- 东管头天主堂

#### 天津教区
和平区
- 西开圣若瑟主教座堂
- 紫竹林教堂
- 首善堂（遗址）
- 崇德堂（遗址）
- 普爱堂
- 西开医院内教堂
- 小营门天主堂
- 河北路天主堂

南开区
- 仁慈堂
- 富辛庄天主堂
- 小刘庄天主堂

河北区
- 望海楼圣母得胜堂
- 圣心堂（现为医院）
- 锦衣卫桥教堂
- 河堤街天主堂

河东区
- 东兴路耶稣圣心堂
- 新开路圣母圣心堂
- 大王庄天主堂

河西区
- 贺家口天主堂
- 贺家口天主堂
- 马场道教堂
- 谦德庄三德里堂
- 小白楼天主堂

东丽区
- 向阳村圣家堂（原名仁慈庄教堂）

红桥区
- 西于庄天主堂

北辰区
- 铁锅店耶稣圣心堂
- 宜兴埠圣保禄堂

西青区
- 边村圣母无原罪堂
- 纪家庄天主堂

武清县
- 双树玫瑰圣母堂
- 小韩村圣十字架天主堂
- 大三庄圣母无染原罪堂
- 皇后店教堂
- 甄家营天主堂
- 王庆坨教堂
- 桐柏镇教堂
- 北旺教堂
- 次洲教堂
- 城上圣家教堂

宝坻县
- 大口屯教堂
- 大薄甸耶稣圣心堂
- 护路辛庄圣母无染原罪教堂
- 老庄子耶稣圣心教堂
- 洛水坨圣若翰教堂
- 侯家庄教堂
- 东田庄天主堂
- 朱家铺教堂

蓟县
- 敦庄子圣母无染原罪教堂
- 少林口圣若瑟教堂
- 杨津庄圣母无染原罪教堂
- 白马泉教堂

静海县
- 静海县城教堂
- 管铺头教堂
- 阎家冢天主堂
- 巨家庄天主堂

津南区
- 北闸口耶稣圣心堂
- 咸水沽教堂
- 大港天主堂

塘沽区
- 北塘教堂
- 中心桥耶稣圣心堂
- 宁河县
- 芦台教堂

#### 保定教区
- 保定圣伯多禄圣保禄主教座堂
- 东闾中华圣母堂

#### 顺德教区
邢台总堂

#### 永年教区
- 临洺关天主教堂
- 中赵庄天主教堂
- 曹庄天主教堂
- 大油村天主教堂
- 东滩头天主教堂
- 曲陌天主教堂
- 刘汉天主教堂
- 段庄天主教堂

#### 大名教区
- 大名宠爱之母堂

#### 献县教区
- 献县张庄耶稣圣心主教座堂

#### 永平教区
- 天主教永平主教府修道院等

#### 宣化教区
- 宣化主教座堂
- 杨家坪圣母神慰院（遗址）
- 永宁天主堂（北京市延庆县）

### 济南总教区
- 尖山圣母堂
- 洪家楼耶稣圣心主教座堂
- 将军庙街圣母无染原罪堂
- 陈家楼圣若瑟堂

#### 阳谷教区
- 坡里天主教堂

#### 周村教区
- 周村主教座堂
- 张店天主堂
- 张店区辛庄天主堂
- 阳信县小刘家天主堂
- 桓台县邢家庄天主堂
- 桓台县旬召天主堂
- 桓台县王茂天主堂
- 桓台县宗王天主堂
- 博兴县董杨天主堂
- 博兴县李家天主堂
- 博兴县西高天主堂
- 东营仙河镇天主堂
- 滨州市小营镇天主堂
- 滨州市奎山天主堂
- 高青县新立官庄天主堂
- 莱芜县陈家庄天主堂

#### 青岛教区
- 圣弥额尔主教座堂

#### 沂州教区
- 临沂天主教堂

#### 兖州教区
- 兖州天主圣神主教座堂
- 济宁天主教堂

### 开封总教区

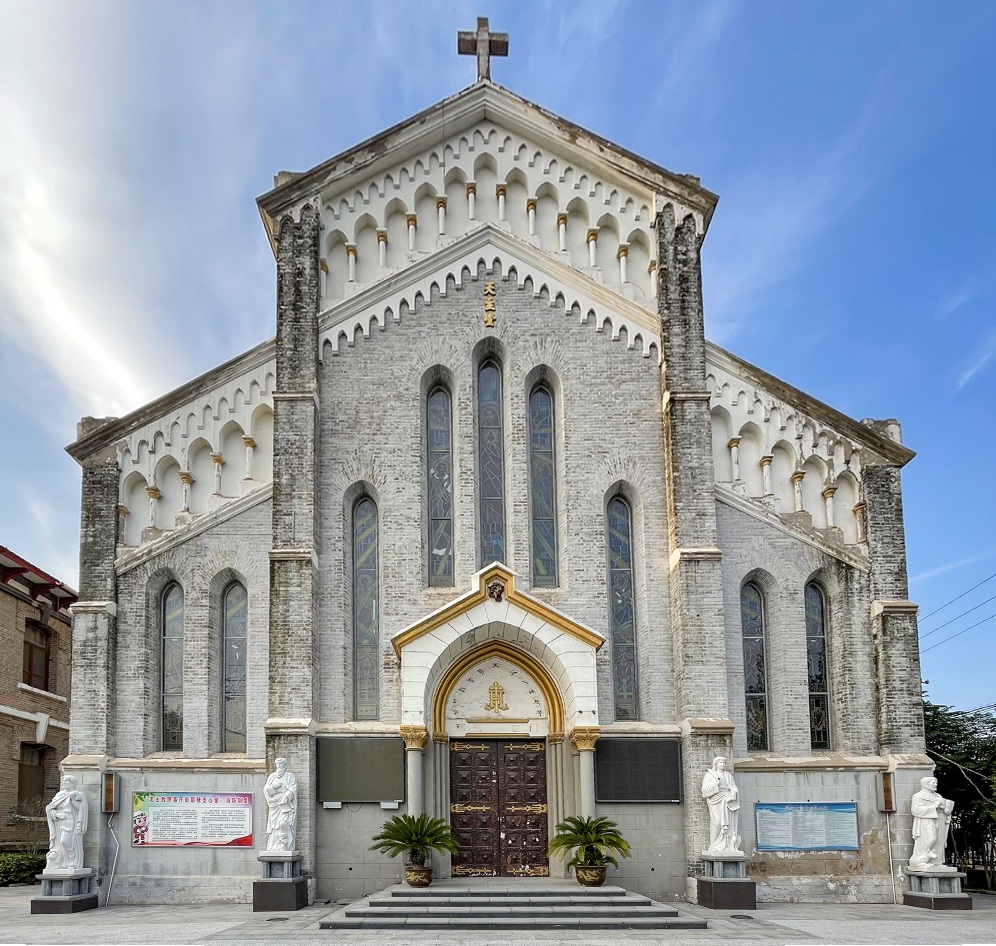
開封耶穌聖心主教座堂

- 开封耶稣圣心主教座堂[1]

#### 鄭州教區
- 鄭州露德聖母主教座堂[2]

#### 洛陽教區
- 洛陽天主之母主教座堂[3]

#### 南陽教區
- 靳岗圣若瑟主教座堂[4]

#### 衛輝教區
- 耶稣圣心主教座堂[5]

#### 商丘教區
- 耶稣圣心主教座堂[6]

#### 新鄉宗座監牧區
- 王村露德聖母堂

### 太原总教区
- 太原圣母无染原罪主教座堂
- 阳曲阪泉山天神之后博俊古辣圣殿
- 七苦山圣母堂
- 杏花岭区 淖马村天主堂
- 杏花岭区 东涧河村天主堂
- 杏花岭区 西涧河村天主堂
- 万柏林区 圪了沟天主堂
- 万柏林区 沙沟天主堂
- 万柏林区 风声河天主堂
- 万柏林区 南社村天主堂   罗马式
- 尖草坪区 北固碾村天主堂
- 尖草坪区  阳曲镇峰西村天主堂
- 尖草坪区 阳曲镇风格梁天主堂
- 尖草坪区 阳曲镇天主堂
- 小店区   刘家堡乡西柳林天主堂
- 小店区   杨家堡天主堂
- 晋源区 洞儿沟天主堂
- 晋源区 姚村天主堂
- 晋源区 五府营天主堂
- 清徐县六合村大教堂
- 清徐县 大北村天主堂
- 清徐县  红城天主堂
- 阳曲县尧尚村天主堂
- 阳曲 候村天主堂
- 阳曲 河上咀天主堂
- 阳曲红沟村天主堂
- 阳曲西洛阴村天主堂

#### 汾阳教区
- 汾阳耶稣圣心主教座堂[7]
- 临县杨家山中华圣母堂

#### 洪洞教区
- 洪洞天主教堂
- 南杜壁天主堂

#### 潞安教区
- 长治市安古巷天主堂
- 紫坊村天主堂
- 北郊高庄村天主堂
- 北郊马厂村天主堂
- 北郊安阳村天主堂
- 北郊李沟村天主堂
- 北郊北黄天主堂
- 长治县西苗村天主堂
- 潞城市羌城天主堂
- 潞城市南天贡村天主堂
- 潞城市西天贡天主堂
- 潞城市南关村天主堂
- 襄垣县赵家岭圣母朝圣地
- 屯留县王庄村天主堂
- 屯留县郭村天主堂
- 屯留县老军庄天主堂
- 屯留县东李高天主堂
- 壶关县安口村天主堂
- 长子县酒村天主堂
- 武乡县上司村天主堂
- 晋城市小寨村天主堂
- 阳城县小南岭天主堂
- 陵川县太和村天主堂
- 高平市果则沟村天主堂

#### 绛州教区
- 新绛天主教堂
- 坡里圣母大殿

### 西安总教区
- 西安方济各主教座堂
- 西安伯多禄堂

#### 盩厔教区
- 十字山圣地
- 周至主教座堂
- 周至县二曲镇天主堂
- 周至县徐家村圣母无染原罪堂
- 周至县司竹村天主堂
- 兴平市天主堂
- 兴平市北台天主堂
- 扶风县西庄天主堂
- 扶风县孝母村天主堂
- 扶风县绛帐镇天主堂
- 扶风县营西天主堂
- 扶风县上宋村天主堂
- 扶风县卢家堡耶稣圣心堂
- 扶风县咎家村天主堂
- 武功天主堂
- 户县北市村天主堂
- 西安市阎良区圣母升天堂

## 西北地区

### 绥远总教区
- 呼和浩特耶稣圣心主教座堂
- 呼和浩特丁香路天主堂
- 呼和浩特三合村天主堂
- 托克托县伍什家镇什拉壕教堂
- 永圣域天主堂
- 包头青山天主堂
- 包头二十四顷地天主教堂
- 官井梁天主教堂

#### 西湾子教区
- 西湾子天主教堂
- 崇礼县夹道沟天主堂
- 崇礼五号村天主堂
- 崇礼县高家营镇天主堂
- 张北战海村天主堂
- 张北县台路沟天主堂
- 尚义县天主堂
- 沽源县平定堡天主堂

#### 集宁教区
- 集宁主教府
- 磨子山圣母堂
- 玫瑰营天主堂
- 凉城宁远厅天主堂
- 库伦图天主堂
- 兴和县二十三号村天主堂
- 三元井天主堂

#### 宁夏教区
- 三盛公天主教堂
- 乌海市海勃湾天主堂
- 阿拉善盟阿左旗天主堂
- 鄂克托前旗天主堂
- 银川天主堂
- 银川圣母会修女院
- 银川永固乡天主堂
- 平罗县天主堂
- 平罗县高仁乡天主堂
- 平罗县高仁天主堂
- 中卫市南关天主堂
- 惠农县下营子天主堂
- 贺兰县徐合庄天主堂
- 贺兰县桃林天主堂
- 贺兰县金山天主堂
- 中宁县鸣沙天主堂
- 中宁县东华天主堂
- 中宁县枣园天主堂
- 铜峡市甘城子天主堂
- 吴中市黄沙窝天上堂

### 兰州总教区
- 兰州市天主堂
- 兰州市下川（新城）天主堂
- 兰州市西固区陈官营天主堂
- 榆中县葛家湾天主堂
- 定西天主堂
- 陇西县城天主堂
- 永昌天主堂
- 大和乐天主堂
- 永丰滩北台天主堂
- 嘉峪关九号门天主堂
- 凉州区头坝天主堂
- 凉州区达子沟天主堂
- 凉州区金山（河南坝）天主堂
- 凉州区松树天主堂
- 武威城区若瑟堂
- 武威胡家庄
- 武威东乡天主堂
- 武威市古浪县土门镇天主堂
- 山丹县潘庄村（甘泉）天主堂
- 山丹县陈户（徐家庄）天主堂
- 张掖甘州区天主堂
- 张掖市民乐县杨坊天主堂

#### 平凉教区
- 庆阳三十里铺天主教堂

#### 秦州教区
- 天水市天主堂
- 秦州区太京镇圣维雅纳天主堂
- 甘谷县岸峪村救世之母天主堂

#### 西宁监牧区
- 西宁市天主堂
- 西宁彭家寨若瑟堂

#### 新疆监牧区
- 乌鲁木齐圣母无染原罪堂
- 奇台县西北湾乡二屯天主堂
- 奇台县老奇台镇天主堂
- 石河子市天主堂
- 呼图壁天主堂
- 玛纳斯县兰州湾乡天主堂
- 沙湾县东湾乡天主堂
- 塔城市客拉哈巴克乡天主堂
- 塔城市阿西尔乡天主堂
- 哈密市天主堂
- 伊宁市天主堂
- 察布查尔县八乡天主堂
- 尼勒克县良繁场天主堂
- 新源县哈拉布拉乡天主堂
- 哈巴河县天主堂

## 东北地区

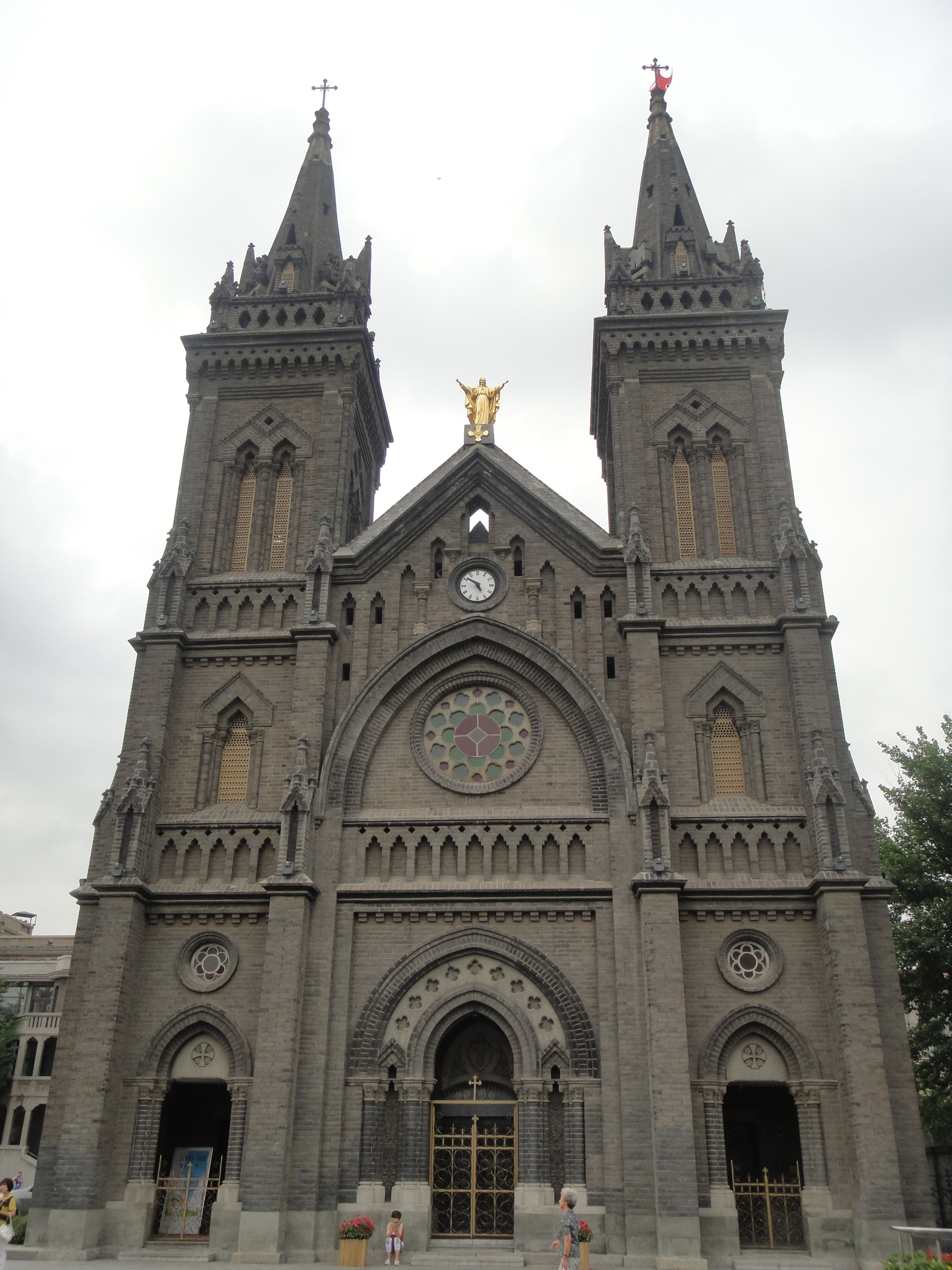
奉天总教区沈阳耶稣圣心主教座堂

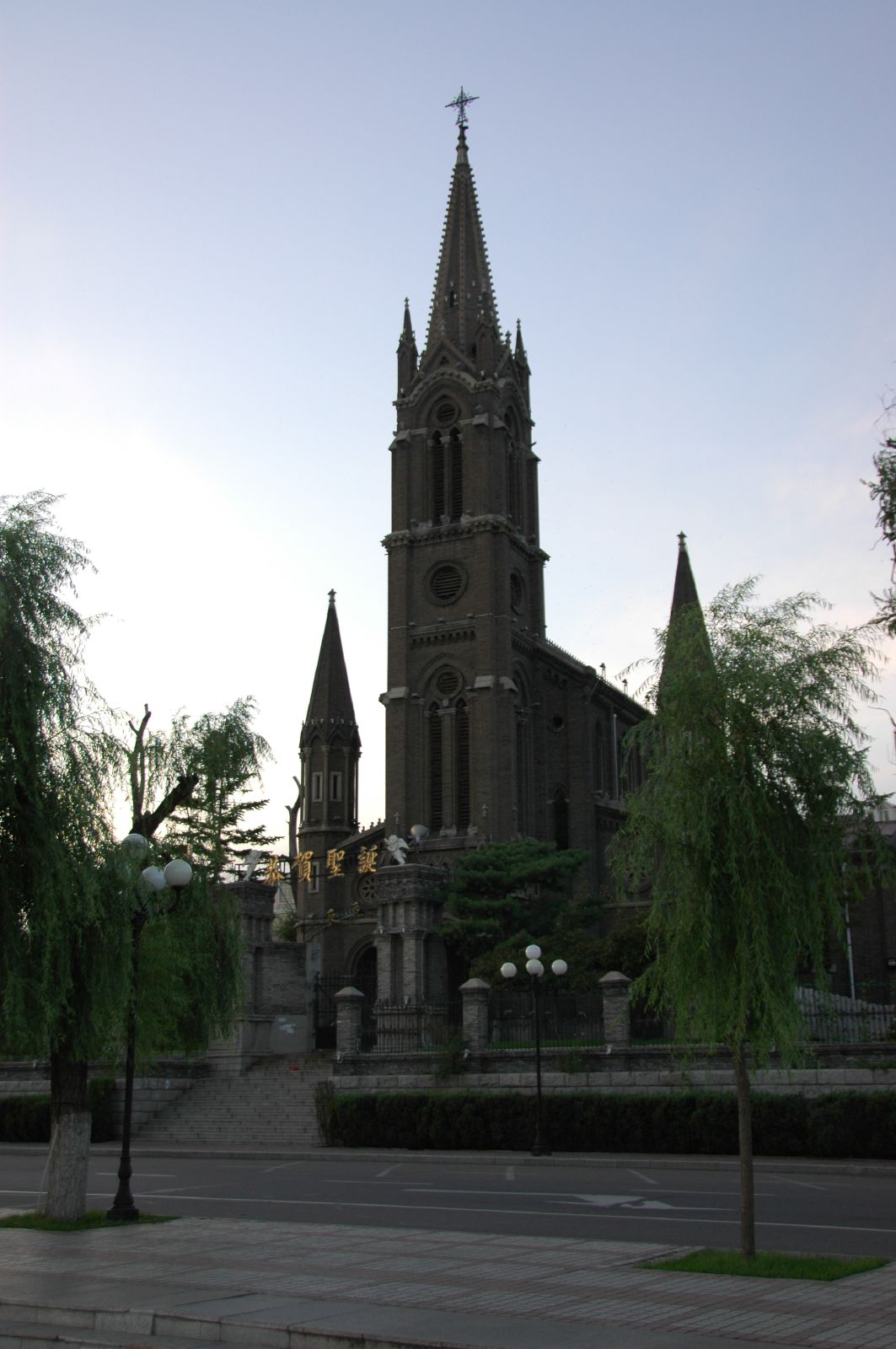
吉林教區的舊主教座堂耶穌聖心堂

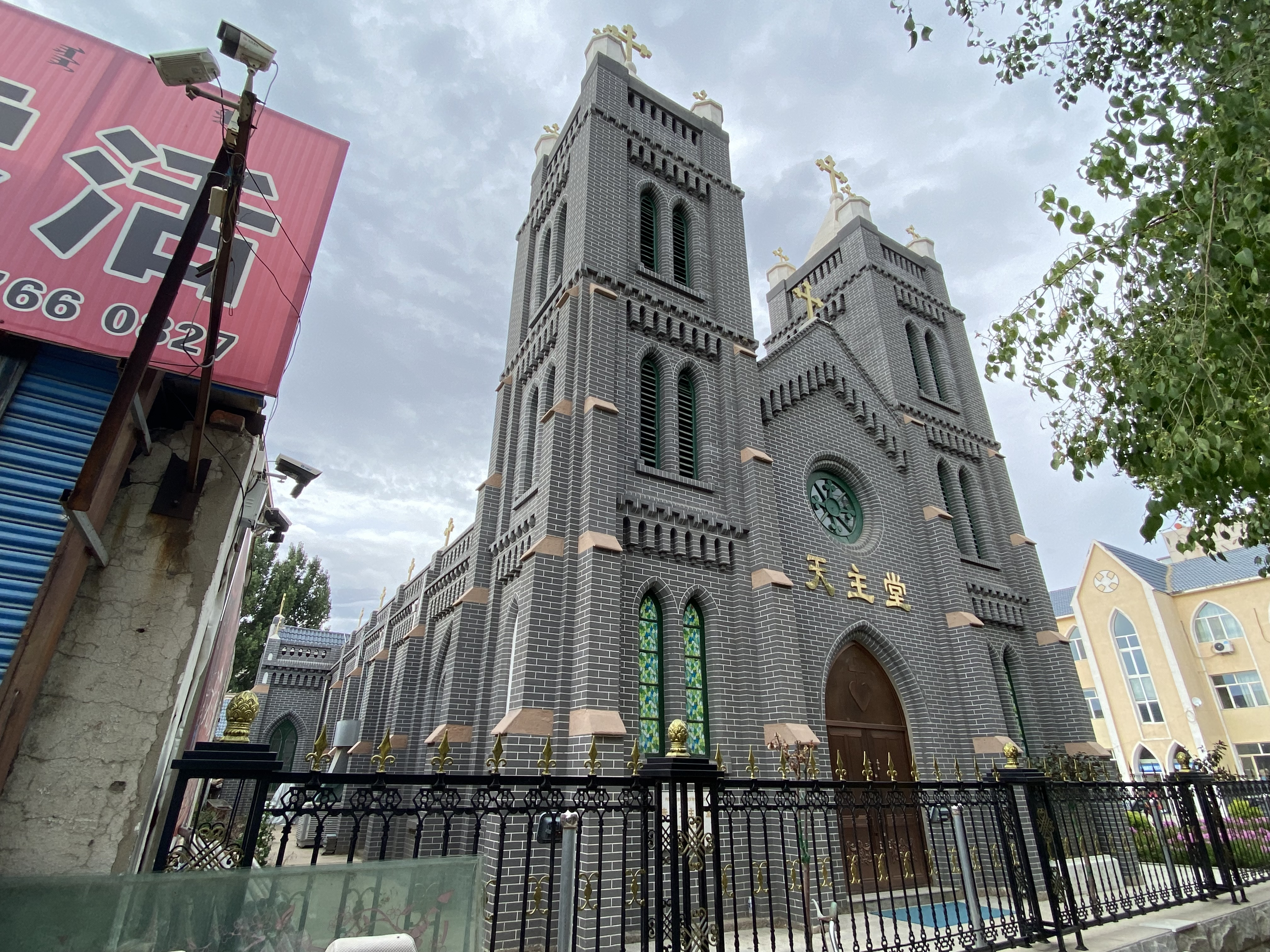
赤峰教区主教座堂

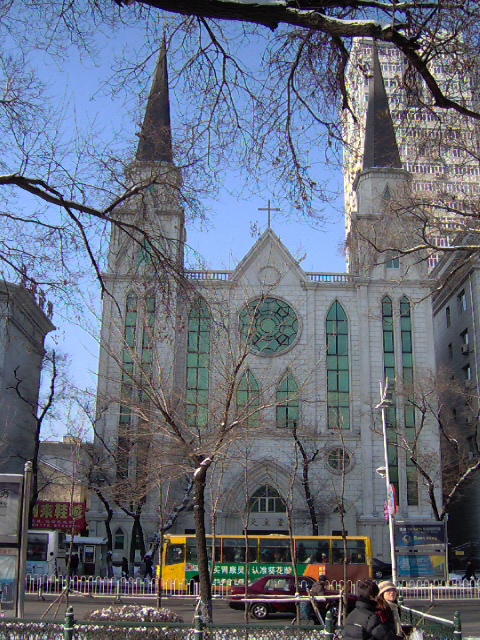
哈尔滨耶稣圣心主教座堂

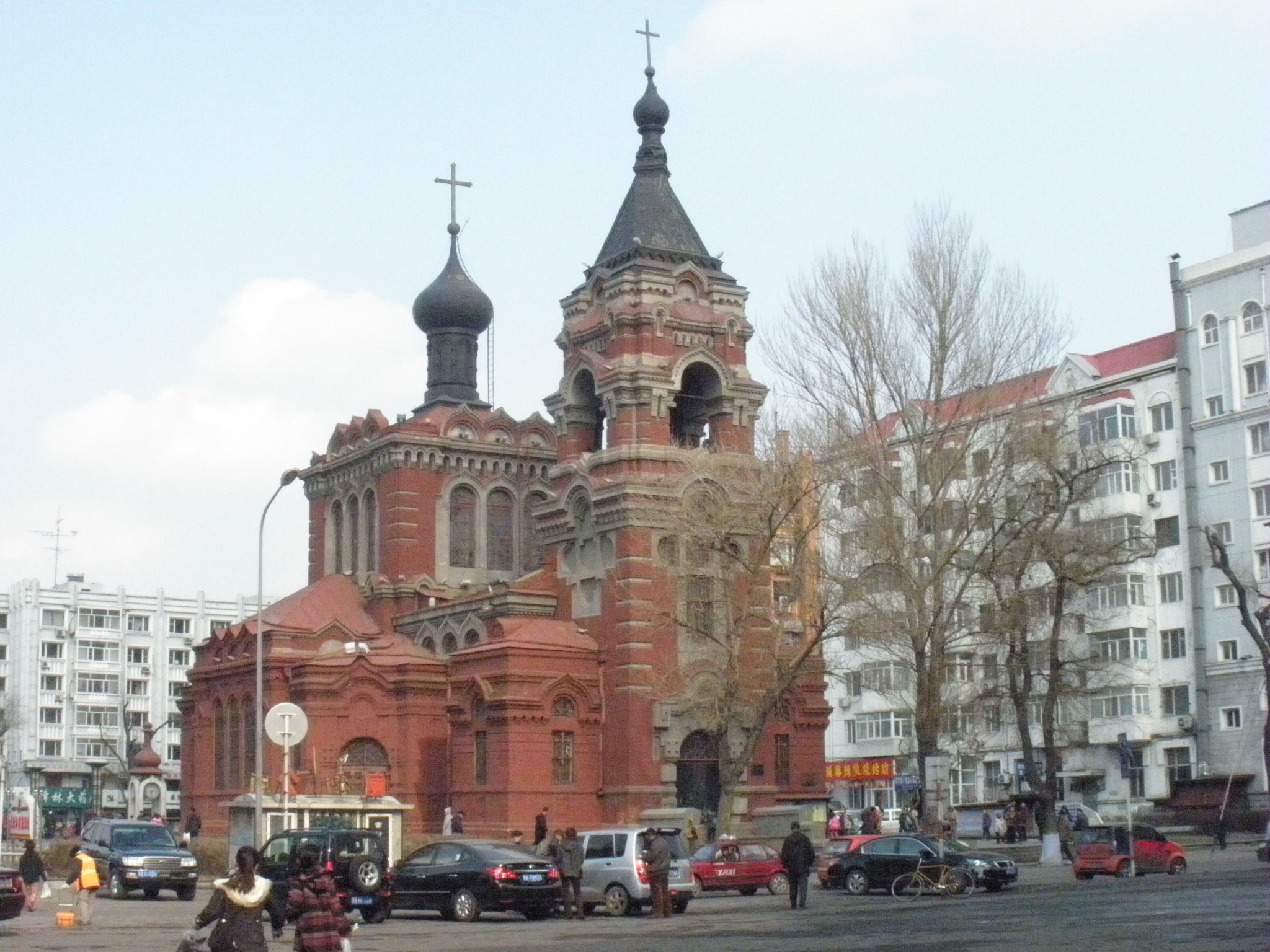
哈爾濱士課街教堂

### 奉天总教区
- 沈阳耶稣圣心主教座堂
- 沈阳天山路天主堂
- 沈阳桃仙镇天主堂
- 铁岭天主堂
- 辽阳天主堂
- 黑山天主堂
- 北镇天主堂

#### 抚顺教区
- 撫順聖若瑟主教座堂

#### 营口教区
- 营口天主堂
- 盘锦市大洼县东升天主堂
- 大连西安街天主堂
- 丹东天主堂

#### 热河教区
- 朝阳松树嘴子主教座堂
- 锦州天主堂
- 凌源天主堂
- 建平县深井天主堂
- 建平县铁南街道天主堂
- 喀左大西山天主教堂
- 喀左大城子天主堂
- 喀左山湾子天主堂
- 喀左老平台山天主堂
- 承德市天主堂
- 平泉天主教堂
- 滦平县老虎沟天主堂
- 围场小锥子山村天主堂
- 隆化天主堂

#### 吉林教区
- 长春聖德肋撒主教座堂
- 吉林耶稣圣心堂（前主教座堂）
- 吉林路德圣母堂

#### 赤峰教区
- 赤峰主教座堂
- 林西大营子天主教堂

#### 四平街教区
- 四平耶穌聖心主教座堂
- 四平伊通靠山镇天主堂

#### 哈尔滨宗座署理区
- 东大直街耶稣圣心主教座堂
- 士课街教堂（原为东正教圣阿莱克西堂）
- 哈尔滨道外圣若瑟天主堂
- 呼兰天主教堂

#### 齐齐哈尔宗座監牧區
- 海北圣若瑟堂
- 齐齐哈尔圣米厄尔天主堂

## 华东地区

### 南京总教区
- 南京石鼓路圣母无原罪主教座堂
- 南京陶吴天主堂（已荒廢 僅存建築 復堂計劃已提上日程）
- 无锡三里桥若瑟堂
- 无锡西漳玫瑰堂
- 无锡荡口方济各堂
- 无锡玉祁德肋撤堂
- 江阴南门若瑟堂
- 江阴青阳露德圣母堂
- 江阴周庄玫瑰堂
- 江阴楼下若望堂
- 江阴璜塘露德堂
- 江阴陆桥七苦堂
- 宜兴天主堂
- 宜兴新庄弥额尔堂
- 常州圣母堂
- 常州东青圣伯多禄堂
- 常州戚野堰达尼老堂
- 金坛指前露德圣母堂
- 溧阳上黄镇水产村天主堂
- 丹阳圣母无染原罪堂

#### 上海教区
- 徐家汇圣依纳爵主教座堂
- 虹口耶稣圣心堂
- 董家渡圣方济各沙勿略堂
- 大通路小德肋撒堂
- 重庆南路圣伯多禄堂
- 洋泾浜圣若瑟堂
- 遵义南路无原罪始胎圣母堂
- 曹家渡圣弥额尔堂
- 怒江路圣母圣心堂
- 巨鹿路君王堂
- 惠民路和平之后圣母堂
- 育婴堂路胜利之后圣母堂
- 阳泉路圣母七苦堂
- 大场北姚湾圣若瑟堂
- 横沙圣女小德肋撒堂
- 长兴岛圣达尼老堂
- 浦东唐墓桥露德圣母堂
- 浦东大道傅家玫瑰圣母堂
- 浦东大道圣若瑟堂
- 浦东歇浦路圣母领报堂
- 浦东金家巷聖母無染原罪堂
- 浦东大七灶耶稣圣心堂
- 浦东红枫路张家楼耶稣圣心堂
- 浦东川沙耶稣圣心堂
- 浦东钱家圣母圣心堂
- 浦东南黄天主之母堂
- 浦东西龚圣母圣诞堂
- 浦东外龚圣若瑟善终主保堂
- 浦东东施家圣方济各堂
- 浦东服字号圣母往见堂
- 浦东集贤桥圣路加堂
- 浦东高桥浦东北路（陆家堰）圣若瑟堂
- 浦东银山路耶稣圣心堂
- 浦东顾路无原罪始胎圣母堂
- 闵行七宝圣母升天堂
- 闵行南张圣若瑟善终主保堂
- 闵行马桥无原罪始胎圣母堂
- 闵行许家圣若瑟堂
- 闵行陈行圣若瑟堂
- 闵行北桥大圣若瑟堂
- 闵行杨家堂圣母圣诞堂
- 嘉定宫宝桥耶稣圣心堂
- 嘉定钱门塘护守天神堂
- 嘉定娄塘圣伯多禄堂
- 嘉定安亭圣母领报堂
- 嘉定黄渡圣若翰堂
- 嘉定南翔露德圣母堂
- 松江张朴桥圣母无染原罪堂
- 松江佘山进教之佑圣母大殿
- 松江佘山中山圣母主保堂
- 松江邱家湾耶稣圣心堂
- 松江江秋耶稣圣心堂
- 松江阔街圣若瑟堂
- 松江横塘桥圣母领报堂
- 松江五里塘耶稣升天堂
- 松江中泾圣母领报堂
- 松江东王玫瑰圣母堂
- 松江玫瑰圣母堂  泖港镇五厍
- 松江沈家港圣若瑟堂
- 松江中桥圣伯多禄圣保禄堂
- 松江雉鸡汇露德圣母堂
- 松江九亭露德圣母堂
- 松江白墙圣若翰堂
- 松江平湖浜玫瑰圣母堂
- 青浦朱家角耶稣升天堂
- 青浦南门泰来桥无原罪始胎圣母堂
- 青浦金泽圣若望堂
- 青浦蔡家湾玫瑰圣母堂
- 青浦杨树圩圣安德肋堂
- 青浦练塘无原罪始胎圣母堂
- 金山张堰耶稣君王堂
- 金山横港耶稣圣心堂
- 金山虹桥无原罪始胎圣母堂
- 金山东林浜圣若翰堂
- 金山水字圩光荣十字架堂
- 金山西墙界圣若瑟总主保堂
- 金山十三堡耶稣圣心堂
- 金山阮家玫瑰圣母堂
- 金山潮泥滩耶稣圣心堂
- 金山东栅露德圣母堂
- 金山砚池浜 圣达尼老堂
- 金山小漕泾 圣母七苦堂
- 金山宋家厍圣若瑟善终主保堂
- 奉贤南桥无原罪始胎圣母堂
- 奉贤平安圣家善牧堂
- 奉贤青村诸圣堂
- 奉贤塘外圣母圣心堂
- 奉贤泰日无原罪始胎圣母堂
- 奉贤庄家桥圣母主保堂
- 奉贤朱庄圣若瑟堂
- 奉贤李家桥玫瑰圣母堂
- 奉贤柘林天主圣三堂
- 奉贤潘家耶稣升天堂
- 奉贤网船会圣伯多禄堂
- 奉贤沈行前圣安德肋堂
- 南汇周浦耶稣圣心堂
- 南汇姚桥圣若瑟堂
- 南汇玫瑰圣母堂
- 南汇渔秧滩玫瑰圣母堂
- 南汇顾家楼圣母圣心堂
- 南汇张家堂圣母七苦堂
- 南汇外四灶无原罪始胎圣母堂
- 南汇大团圣若瑟堂
- 南汇新四耶稣圣心堂
- 南汇三墩方济各沙勿略堂
- 南汇六墩耶稣升天堂
- 南汇飞云桥寻获十字圣架堂

#### 苏州教区
- 苏州市大新巷天主堂
- 苏州市杨家桥圣母七苦堂
- 吴县湘城天主堂
- 常熟市颜港天主堂，塘角天主堂
- 常熟市王庄镇老宅天主堂
- 昆山市陆家浜天主堂
- 昆山市小横塘天主堂
- 张家港市杨舍天主堂  花园二村
- 张家港市鹿苑天主堂
- 张家港市后塍天主堂
- 太仓市双凤镇车浜天主堂
- 吴江市同里古镇耶稣圣心天主堂
- 太仓市直塘镇张泾天主堂

#### 海门教区
- 南通狼山圣母堂
- 海门耶稣圣心堂
- 海门市厂洪圣母堂
- 海门市三厂圣母堂
- 启东市汇龙圣母堂
- 启东市南阳保禄堂
- 启东市曹家镇德兰堂
- 启东市和合天主堂
- 如东县兵房圣若瑟堂

#### 扬州监牧区
- 扬州耶稣圣心堂  北河下

#### 海州监牧区
- 连云港圣心堂
- 泰州圣心堂

#### 徐州教区
- 徐州耶稣圣心主教座堂
- 宿迁若瑟堂
- 丰县天主堂
- 邳县土山镇天主堂
- 邳县邳城镇天主堂
- 沛县天主堂
- 沛县五段乡天主堂
- 睢宁县天主堂
- 铜山县大许镇天主堂
- 铜山县钱楼天主堂
- 新沂市新乡平墩天主堂

### 杭州总教区
- 嘉兴文生修道院
- 嘉兴圣母显灵堂
- 杭州圣母无原罪主教座堂

#### 宁波教区
- 宁波圣母升天堂
- 宁波圣母七苦主教座堂

#### 永嘉教区
- 温州市周宅祠巷圣保禄主教座堂
- 温州南门天主堂
- 温州西门天主堂
- 温州东门天主堂
- 瑞安市天主堂
- 瑞安 鹤溪镇中街天主教堂
- 瑞安 蔡阳天主教堂
- 瑞安马屿镇天主教堂
- 苍南沪山镇天主堂
- 苍南周家车天主堂
- 苍南金乡镇 南门天主堂
- 苍南夏八美天主堂
- 苍南张家庄天主堂
- 苍南灵溪磉洋天主堂
- 苍南大观天主堂
- 苍南龙港镇 河底高天主堂
- 苍南黄中天主堂
- 苍南钱库镇天主堂
- 苍南白蓬岭天主堂
- 苍南牛乾村大湖天主教堂
- 苍南湖前镇天主堂
- 苍南白沙乡曹家天主堂
- 苍南腾洋天主堂
- 苍南桥墩天主堂
- 苍南凤池天主堂
- 苍南马站天主堂
- 苍南后岘天主堂
- 苍南赤溪天主堂
- 苍南圆屿天主堂
- 苍南蒲城天主堂
- 苍南钱库天主堂
- 苍南宜山天主堂
- 苍南鲸头天主堂
- 苍南炎亭天主堂
- 苍南芦浦天主堂
- 苍南黄楼下天主堂
- 苍南渎浦天主堂
- 苍南水门天主堂
- 苍南罗溪天主堂
- 平阳肖江天主堂
- 平阳钱仓天主堂
- 永嘉 枫林镇天主堂
- 永嘉 瓯北镇马岙天主堂
- 永嘉 岩头镇周宅天主教堂
- 永嘉 宋埠镇天主堂
- 青田 平桥村天主教堂
- 青田船寮镇大路教堂
- 青田温溪镇天主教堂
- 青田鶴城鎮天主堂
- 温州市龙湾区永中坦头天主堂

- 瑞安市马屿镇马岩教堂
- 瓯海西岸乡大石垟天主堂

### 安庆总教区
- 安庆耶稣圣心主教座堂

#### 蚌埠教区
亳州市利辛縣闞疃天主堂

#### 芜湖教区
- 芜湖圣若瑟主教座堂
- 宣城市水东圣母堂

## 华中地区

### 汉口总教区
- 汉口圣若瑟主教座堂
- 汉口圣母无原罪堂
- 应城圣家岭天主教堂

#### 武昌教区
- 花园山圣家堂

#### 汉阳教区
- 汉阳圣高隆庞主教座堂

#### 老河口教区
- 谷城县沈垭天主堂

#### 沙市监牧区
- 荆州南门天主教堂

#### 施南教区
- 恩施沙地天主教堂
- 利川花犁岭天主教堂
- 建始景阳天主教堂

### 长沙总教区
- 长沙天主教堂

### 南昌总教区

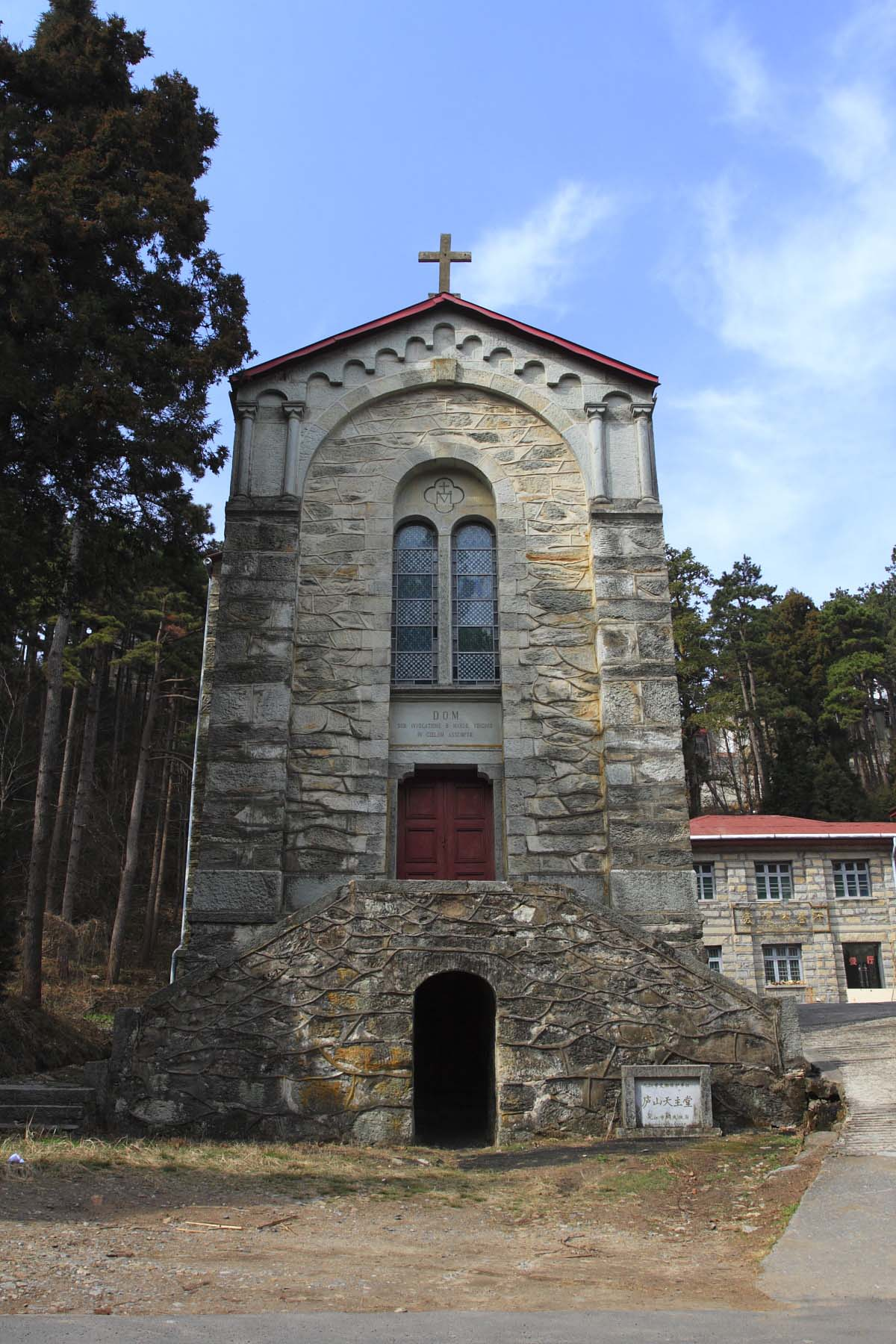
廬山天主堂正立面

- 松柏巷聖母無原罪主教座堂（西湖天主教、松柏巷天主堂）[8]
- 九江城内天主堂
- 庐山天主堂

#### 余江教区
- 餘江聖類斯主教座堂（余江锦江天主堂）[8]
- 抚州圣若瑟堂

#### 南城教区
- 圣母玫瑰主教座堂[9]

#### 吉安教区
- 上新碼頭主教座堂[10]

#### 赣州教区
- 贛州天主堂[11]

## 华南地区

### 福州总教区
- 泛船浦圣多明我主教座堂
- 上渡法蒂玛圣女堂
- 苍霞洲耶稣圣心堂
- 澳尾巷玫瑰圣母堂（市儿童医院占用）
- 西门若瑟堂
- 中选崇真堂
- 马尾 营盘顶耶稣圣心堂
- 湾边露德圣母堂
- 仓前圣女德肋撒堂
- 长乐城关天主堂（圣若瑟堂）
- 长乐玫瑰山庄（古槐龙田圣若瑟堂）
- 长乐金峰天主堂
- 长乐鹤上天主堂
- 长乐古槐新桥天主堂
- 长乐古槐感恩天主堂
- 长乐金峰潭头天主堂
- 长乐鹤上云路天主堂
- 长乐鹤上白眉天主堂
- 长乐文武沙壶井天主堂
- 长乐江田三溪天主堂
- 长乐玉田东渡天主堂
- 福清利桥街天主堂
- 福清高山天主堂
- 福清江阴天主堂
- 福清渔溪天主堂
- 福清江镜天主堂
- 福清龙田天主堂
- 平潭城关天主堂
- 平潭城关黄厝天主堂
- 平潭屿头后当天主堂
- 平潭澳前田中天主堂
- 平潭苏澳钟门下天主堂
- 连江城关天主堂
- 连江晓澳天主堂
- 连江敖江毗屯天主堂
- 连江东岱天主堂
- 连江晓澳道天主堂
- 连江敖江幕浦天主堂
- 连江晓澳百胜天主堂
- 连江透堡天主堂
- 连江官坂洋尾天主堂
- 罗源城关天主堂
- 罗源起步港头天主堂
- 罗源松山白河天主堂
- 罗源鉴江天主堂
- 罗源西兰后路天主堂
- 罗源中房天主堂
- 永泰城关天主堂
- 永泰嵩口镇天主堂
- 永泰塘前乡天主堂
- 闽清六都天主堂
- 闽清城关天主堂
- 闽清坂东天主堂
- 闽侯青州村天主堂
- 闽侯南屿南溪天主堂
- 闽侯南屿南江天主堂
- 闽侯上街百禄村天主堂
- 闽侯上街晓星村天主堂
- 闽侯建新乡瓜斜浦天主堂
- 闽侯竹岐乡洋里天主堂
- 古田天主堂

#### 福宁教区
- 三都澳天主教堂
- 宁德市天主堂
- 福安城关天主堂
- 福安顶头村天主堂
- 福安穆阳镇天主堂
- 福安康厝乡天主堂
- 霞浦县天主堂

#### 厦门教区
- 鼓浪屿耶稣圣心堂

### 广州总教区
- 沙面露德圣母堂
- 石室圣心教堂
- 河南宝岗圣母圣心堂
- 东山圣方济各堂

#### 汕头教区
- 汕头教区主教座堂

汕头城区
- 新圩天主堂
- 桥头埔天主堂
- 联星天主堂
- 东美天主堂
- 凤山伯多禄天主堂
- 陆河坪巷天主堂

汕尾区
- 汕尾天主堂
- 町前天主堂

潮阳区
- 肖渡堂
- 新寨头堂
- 西二堂
- 望上堂
- 古溪堂
- 双山堂

澄海区
- 禄格堂

海丰县
- 赤坑沙港天主堂
- 青坑天主堂
- 可塘牛皮地天主堂
- 海城将军帽天主堂
- 后门天主堂
- 附城南泉岭天主堂
- 可塘双贵山天主堂
- 埔中央天主堂
- 平东顶楼天主堂
- 城东后港天主堂
- 可塘蔡厝围天主堂
- 陶河金锡天主堂
- 城东汀洲天主堂

红海湾
- 坑尾天主堂
- 田乾天主堂

陆河县
- 石塔天主堂
- 博背天主堂
- 新田天主堂
- 麻竹经天主堂
- 大溪天主堂
- 坪巷天主堂
- 河田天主堂
- 上凹天主堂

陆丰市
- 东海堂
- 谭西安美堂
- 甲西镇新饶村天主堂
- 星都青年场天主堂
- 谭西崎头天主堂
- 南塘溪畔天主堂
- 八万石溪村天主堂

### 南宁总教区

#### 桂林监牧区
聖女小德蘭天主教堂

## 华西地区

### 重庆总教区
- 若瑟堂

#### 成都教区
- 平安桥主教座堂
- 綿陽露德聖母堂

### 贵阳总教区
- 贵阳北天主堂

### 昆明总教区

#### 大理教区
- 大理天主教堂